# Force aérienne géorgienne
La Force aérienne géorgienne (საქართველოს საჰაერო ძალები) est la composante aérienne des Forces armées géorgiennes.

## Aéronefs
Les appareils en service en 2016 sont les suivants :
| Aéronefs             | Origine          | Type                                  | En service      | Versions              |
| Avion de combat      | Avion de combat  | Avion de combat                       | Avion de combat | Avion de combat       |
| -------------------- | ---------------- | ------------------------------------- | --------------- | --------------------- |
| Soukhoï Su-25        | Union soviétique | Avion d'appui au sol                  | 11              | Su-25KM Su-25 Su-25UB |
| Avion de transport   |                  |                                       |                 |                       |
| Antonov An-26        | Union soviétique | Avion de transport                    | 2               | An-26                 |
| Antonov An-28        | Union soviétique | Avion de transport léger              | 5               |                       |
| Avion d'entrainement |                  |                                       |                 |                       |
| Aero L-29 Delfin     | Tchécoslovaquie  | Avion d'entrainement                  | 4               |                       |
| Aero L-39 Albatros   | Tchécoslovaquie  | Avion d'entrainement                  | 4               | L-39C                 |
| Hélicoptère          |                  |                                       |                 |                       |
| Mil Mi-24            | Union soviétique | Hélicoptère de transport et de combat | 9               | Mi-35P Mi-24V Mi-24P  |
| Mil Mi-17            | Union soviétique | Hélicoptère de transport              | 15              | Mi-8MT Mi-171         |
| Mil Mi-14            | Union soviétique | Hélicoptère de lutte ASM              | 2               | Mi-14PS               |
| Bell UH-1 Iroquois   | États-Unis       | Hélicoptère utilitaire                | 12              | UH-1H                 |